# 17185 Mcdavid
17185 Mcdavid este un asteroid din centura principală de asteroizi.

## Descriere
17185 Mcdavid este un asteroid din centura principală de asteroizi. A fost descoperit pe 14 noiembrie 1999 la Fountain Hills (Arizona) de Charles W. Juels. Asteroidul prezintă o orbită caracterizată de o semiaxă mare de 2,56 ua, o excentricitate de 0,14 și o înclinație de 11,0° în raport cu ecliptica.